# Миссис Брэникен
«Миссис Брэникен» (фр. Mistress Branican) — роман французского писателя Жюля Верна, из цикла «Необыкновенные путешествия». Написан в 1891 году. Одно из поздних произведений автора.

## Сюжет
Муж миссис Брэникен капитан Джон Брэникен пропадает без вести. Никто не верит, что его ещё можно спасти. Но, несмотря ни на что, миссис Брэникен организует поисковую экспедицию.

## История публикации
Первая публикация романа — в журнале Этцеля «Magasin d’Éducation et de Récréation» с 1 января по 15 декабря 1891 года.
В отдельном издании роман первоначально был выпущен в двух книгах, первая — 3 августа, и вторая — 9 ноября 1891 года.
16 ноября 1891 года вышло иллюстрированное издание романа (83 иллюстрации Леона Бенета, 2 цветные карты, 12 цветных вклеек); это был двадцать седьмой «сдвоенный» том «Необыкновенных путешествий». Иллюстративный ряд привлёк к себе не меньше внимания, чем сам текст романа.

### Главные герои
История о жене капитана, ушедшего в море и не вернувшегося — одна из традиционных «городских легенд». Тем не менее, достоверно известно, что Жюль Верн в жизни не раз встречался с такими историями. Первый раз — в детстве, когда в пяти-шестилетнем возрасте они с братом посещали пансион в Нанте. Преподаватель мадам Самбин часто рассказывала ученикам, как её муж — морской капитан — потерпел кораблекрушение 30 лет назад и теперь, как она думала, выживает на каком-то острове, подобно Робинзону Крузо.
Внук писателя Жан Жюль-Верн утверждает, что писатель сохранил воспоминания об этой трагической истории и воплотил их в романе. Кроме того, во времена написания романа была широко известна история Джейн Франклин — жены известного полярного исследователя Джона Франклина, экспедиция которого пропала без вести при попытке пройти Северо-Западным проходом. Миссис Брэникен вобрала в себя черты обеих женщин — содержательницы пансиона и активной, самоотверженной леди.
Героя этого романа зовут Джон — как и Франклина, а судно, вместе с которым он пропал без вести — «Франклин».

## Переводы на русский язык
- На русском языке роман впервые печатался в московском журнале «Вокруг света» № 17-50 за 1891 год, под заглавием «Героиня долга»[4].
- Жюль Верн. Миссис Брэникен / Переводчик: ?. — СПб.: Книгоиздательство П. П.Сойкина, 1912. Переиздана в 1996 году издательством «ФРЭД» и в 2000 году издательством «Логос».
- Жюль Верн. Миссис Бреникен. Рассказы / Переводчик: Е. Леонова. — М.: Ладомир, 1994. — 544 с. — (Неизвестный Жюль Верн). — 100 000 экз. — ISBN 5-86218-136-9.
- Жюль Верн. Мистрис Бреникен / Переводчик: ?. — Ярославль: Издатель Мамонов В. В., 2016. — 548 с. — (Бороться и искать!). — ISBN 978-5-00096-113-1.